# Encarna Cervera Mañas
Encarna Cervera Mañas (València, 5 d'abril de 1973) és una advocada i política valenciana, diputada a les Corts Valencianes en la V Legislatura, que fou inhabilitada.

## Biografia
Llicenciada en dret, en març de 1999 fou elegida presidenta de Nuevas Generaciones del Partido Popular a la Comunitat Valenciana. Fou escollida diputada a les eleccions a les Corts Valencianes de 1999, i fou vicepresidenta de la Comissió d'Educació i Cultura de les Corts Valencianes.
En setembre de 1999 el Jutjat Penal núm. 8 de València la va condemnar a un mes d'inhabilitació per un delicte d'aixec de béns comès en 1993 amb el seu pare i germans. La sentència fou ratificada en part per l'Audiència Provincial en febrer de 2000. El fet que no informés d'aquest fet a la Mesa de les Corts Valencianes provocà que l'oposició acusés la presidenta de les Corts, Marcela Miró Pérez, d'encobrir-la. Finalment va presentar la renúncia al seu escó el 6 de setembre de 2002 per acompanyar Eduardo Zaplana, qui havia estat nomenat Ministre de Treball d'Espanya. En 2007 va obtenir plaça de funcionària del grup A a la Conselleria de Justícia i Administracions Públiques de la Generalitat Valenciana.